# Barragem Sete Quedas de Mairiporã
A Barragem Sete Quedas de Mairiporã — também chamada Cascatinha — é uma barragem brasileira situada no município paulista de Mairiporã.
A barragem foi construída pela Sabesp, represando as águas do rio Juqueri e também as águas provenientes do Túnel 5 da Sabesp, que saem da Represa Atibainha situada em Nazaré Paulista. 
O objetivo da barragem é apenas para servir de degrau para que as águas possam vencer o desnível do terreno e por isso a barragem não dispõe de comportas nem outro sistema de controle das águas. Ela forma no local um pequeno lago.
Após Sete Quedas, existem mais duas pequenas barragens simples ao longo do rio Juqueri e que ajudam a vencer o desnível final até a chegada das águas a Represa Paulo de Paiva Castro. 

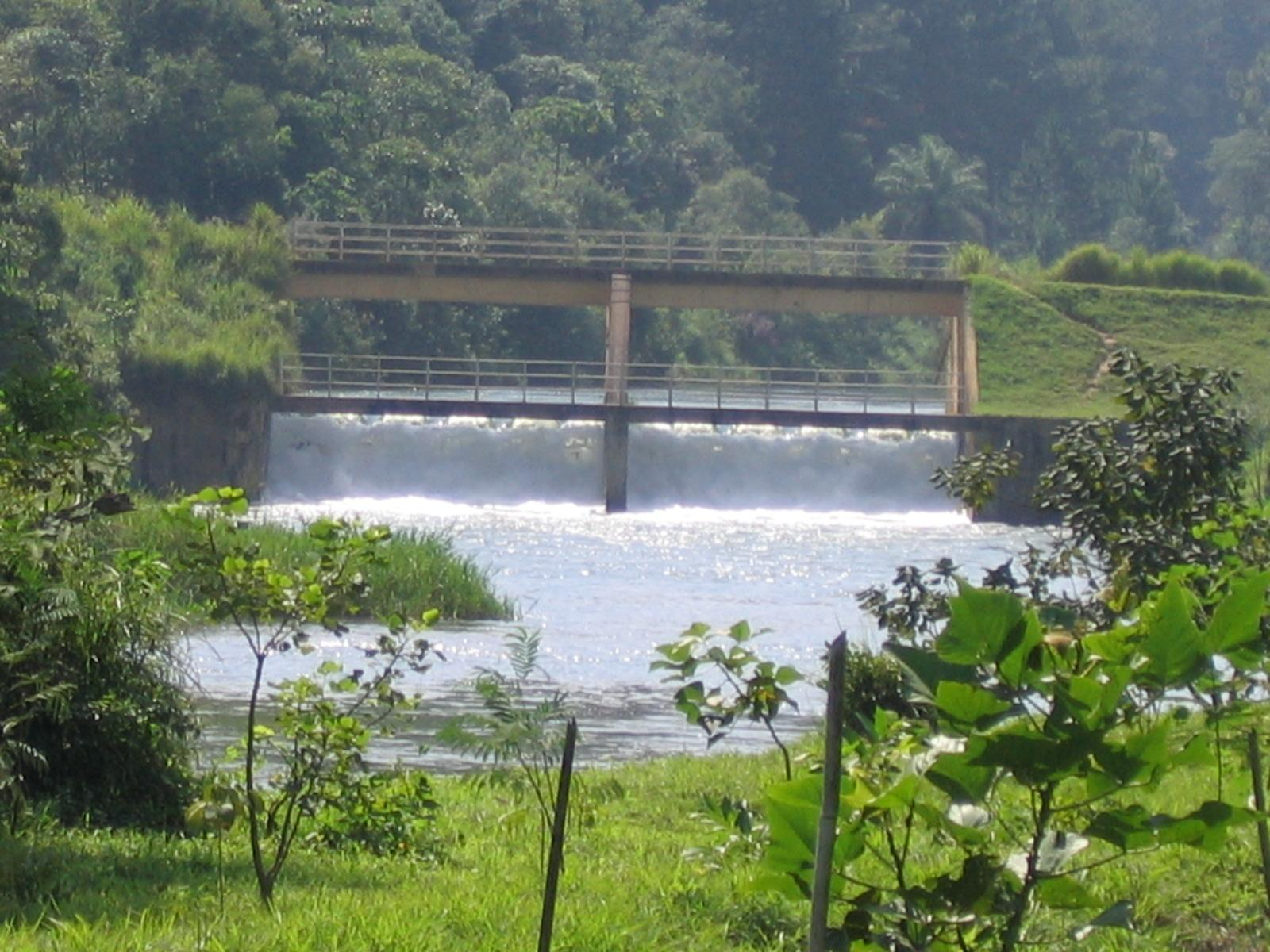
Foto da primeira pequena barragem do Rio Juqueri após Sete Quedas